# Ge Xinai
Ge Xinai – früher Ke Hsin-Ai (chinesisch 葛新爱, Pinyin Gě Xīn’ài; * 30. Juni 1953 in Peking) ist eine ehemalige chinesische Tischtennisspielerin mit den größten Erfolgen in den 1970er Jahren. Bei Weltmeisterschaften gewann sie fünf Mal einen Titel.

## Karriere
Ge Xinai spielte im Penholder-Stil. Sie belegte ihren Schläger auf der einen Seite mit einem dünnen Schwammbelag mit aufgefügten langen Noppen. Auf der anderen Schlägerseite war ein gleichfarbiger „normaler“ Schwammbelag aufgebracht. Je nachdem, welche Seite sie benutzte, entstand ein unterschiedlicher Spin. Häufig drehte sie den Schläger, so dass die Flugbahn des Balles für die Gegner nur schwer zu berechnen war.
Sie nahm an den Weltmeisterschaften 1975, 1977 und 1979 teil. Dabei holte sie jedes Mal mit der chinesischen Damenmannschaft die Goldmedaille. Ins Halbfinale kam sie 1975 und 1977 im Einzel sowie 1977 im Doppel mit Zhang Li. Am erfolgreichsten war sie bei der WM 1979, als sie Weltmeister im Einzel und Mixed wurde und im Doppel das Endspiel erreichte. Im Einzel besiegte sie im Finale Song Suk Li aus Nordkorea. Das Mixed mit Liang Geliang setzte sich im Endspiel gegen die Chinesen Li Zhenshi/Yan Guili durch. Lediglich im Doppel mit Li Zhenshi unterlag sie im Finale den Chinesinnen Zhang Deying/Zhang Li.
In der ITTF-Weltrangliste wurde sie 1979 und 1980 auf Platz eins geführt. Im Juni 1981 war sie in der Weltrangliste nicht mehr vertreten.
2003 wurde Ge Xinai in die ITTF Hall of Fame aufgenommen.

## Turnierergebnisse
| Verband | Veranstaltung           | Jahr | Ort        | Land | Einzel     | Doppel        | Mixed         | Team |
| ------- | ----------------------- | ---- | ---------- | ---- | ---------- | ------------- | ------------- | ---- |
| CHN     | Asienmeisterschaft ATTU | 1976 | Pyongyang  | PRK  | Halbfinale | Viertelfinale | Silber        | 2    |
| CHN     | Weltmeisterschaft       | 1979 | Pyongyang  | PRK  | Gold       | Silber        | Gold          | 1    |
| CHN     | Weltmeisterschaft       | 1977 | Birmingham | ENG  | Halbfinale | Halbfinale    | letzte 32     | 1    |
| CHN     | Weltmeisterschaft       | 1975 | Calcutta   | IND  | Halbfinale | letzte 16     | Viertelfinale | 1    |